# ميروسلاف رادوفيتش
ميروسلاف رادوفيتش (مواليد 16 يناير 1984 في غوراجده) هو لاعب كرة قدم صربي محترف يجيد اللعب كلاعب وسط لصالح نادي ليغيا وارسو.
بدأ رادوفيتش مسيرته مع بارتيزان، قبل انضمامه إلى نادي ليغيا وارسو البولندي في صيف عام 2006. حصل على الجنسية البولندية في يناير عام 2014.

## روابط خارجية
- ميروسلاف رادوفيتش على موقع الاتحاد الأوربي (الإنجليزية)
- ميروسلاف رادوفيتش على موقع قاعدة بيانات كرة القدم.إي يو (الإنجليزية)
- ميروسلاف رادوفيتش على موقع Soccerway.com (الإنجليزية)
- ميروسلاف رادوفيتش على موقع عالم كرة القدم.نت (الإنجليزية)
- ميروسلاف رادوفيتش على موقع AS.com (الإسبانية)
- ميروسلاف رادوفيتش – سجل منافسات اليويفا